# Гай Квинкций Цинциннат
Гай Квинкций Цинциннат (лат.  Gaius Quinctius Cincinnatus; V—IV века до н. э.) — римский политический деятель из патрицианского рода Квинкциев, военный трибун с консульской властью 377 года до н. э.
Гай Квинкций входил в состав коллегии, состоявшей из шести военных трибунов-патрициев. В 377 году до н. э. он вместе со своим коллегой Гаем Ветурием Крассом Цикурином, вероятно, набирал войско для защиты города, пока остальные трибуны воевали с внешними врагами.
О дальнейшей судьбе Гая Квинкция ничего не известно.